# Red lion
El Red lion es un cóctel que se caracteriza por su combinación de licor Grand Marnier y frutos cítricos, que aportan a los cócteles más o menos amargura. Los cítricos se suelen utilizar en la preparación de cócteles porque contrarrestan la dulzura que aportan generalmente los licores. Para cualquier cóctel cítrico es muy recomendable utilizar frutas naturales.

## Historia
Este cóctel fue creado por Arthur A. Tarling en el año 1993. La marca de ginebra Booth's (que ya no se comercializa) organizó una competición de cócteles donde Arthur participó. El nombre del cóctel viene del nombre de la destilería «Red Lion».

## Ingredientes
Los ingredientes para el Red Lion son:
- 3 cl de ginebra superior
- 1 cl de Gran Marnier
- 2,5 cl de zumo de naranja exprimida
- 0,5 cl de zumo de limón exprimido
- 1 guinda (opcional)
- 5 o 6 cubitos de hielo

## Preparación
1. Verter los ingredientes con las cantidades citadas en la sección anterior en la coctelera.
2. Añadir tras estos el hielo.
3. Cerrar la coctelera y agitarla hasta notar que se enfrían las paredes.
4. Verter la mezcla en un vaso
5. Decorar con una guinda o una rodaja de piel de naranja y servir.[1]